# Hôtel de Pins
L’hôtel de Pins est un hôtel particulier situé au no 46 de la rue du Languedoc, dans le centre historique de Toulouse. Il fut au XVIe siècle l'un des premiers hôtels Renaissance de Toulouse, considéré comme un « magnifique palais », et mettant précocement en œuvre l'ordre architectural ionique (dès 1528-1530). 
Il fut en grande partie détruit au début du XXe siècle par le percement de la rue du Languedoc, mais ses galeries Renaissance furent alors réédifiées dans la cour de l'hôtel Antonin élevé au même emplacement, ainsi que dans la cour de l'Hôtel Thomas de Montval situé à proximité.

## Histoire
C'est le prélat et humaniste Jean de Pins, qu'un brillant parcours diplomatique avait conduit en Italie entre 1515 et 1522, qui fait bâtir cet hôtel de 1528 à 1530 sur une parcelle de plus de 3000 m² située à proximité du Parlement. Il fait élever deux corps de logis disposés en équerre, l'un entre rue et cour, l'autre entre cour et jardin, le tout relié par un système de galeries superposées. 
En 1542 le marchand Jean de Nolet rachète l'hôtel et y fait travailler l'architecte et sculpteur Nicolas Bachelier, il fait construire une boutique à arcades sur rue et fait aménager un passage latéral pour accéder à la cour. 
Après la démolition due au percement de la rue du Languedoc, en 1903 l'architecte Joseph Thillet fait assembler artificiellement deux galeries Renaissance dans la cour de l'hôtel Antonin qu'il construit sur le même emplacement. La galerie du rez-de-chaussée provient de la partie construite par Nolet et celle de l'étage de la partie due à Jean de Pins. Sur la partie moderne de l'hôtel Antonin, des arcades et des médaillons stylisés rappellent ceux des galeries Renaissance.

## Description des galeries Renaissance
Après son séjour en Italie, Jean de Pins en revient avec des goûts nouveaux : rompant notamment avec la tradition toulousaine de la grande tour d'escalier, il fait réaliser des arcades et des galeries. 
L'ordre ionique de la galerie est tiré de l'édition du traité de Vitruve publiée par Cesariano en 1521, dont Jean de Pins avait probablement eu connaissance lors de son séjour à Milan au moment où Cesariano travaillait à son édition.
Les chapiteaux ioniques de l'hôtel de Pins, antérieurs aux publications de Serlio (1537) et du Sagredo français (1536), sont pratiquement similaires au modèle gravé de Cesariano, à l'exception des volutes dont le tracé géométrique est encore insuffisamment maîtrisé.
La figure humaine est célébrée par des portraits en médaillon, dont quelques-uns sont dans un inquiétant état de délabrement. Ils évoquent les monnaies et médailles d'empereurs que collectionnaient les humanistes de la Renaissance, les décorations de boucliers antiques et les stèles funéraires.
À l'hôtel Thomas de Montval, ce sont des arcades des galeries de Jean de Nolet qui ont été remontées, elles sont ornées de six médaillons sculptés par Nicolas Bachelier présentant les visages d'un Maure, d'un roi, d'un empereur lauré, d'un homme à la mode du XVIe siècle et de deux personnages coiffés et vêtus à la romaine.
Chaque portrait est encadré d'une couronne végétale appelée « chapeau de triomphe », renvoyant aux triomphes romains (laurier) mais aussi aux armes du marchand : « D'azur à deux palmes d'or posées en sautoir, sommées d'une couronne de roses au naturel posée en fasce, enrubannée d'argent et accompagnée de trois étoiles du même, posées deux en chef et une en pointe ».

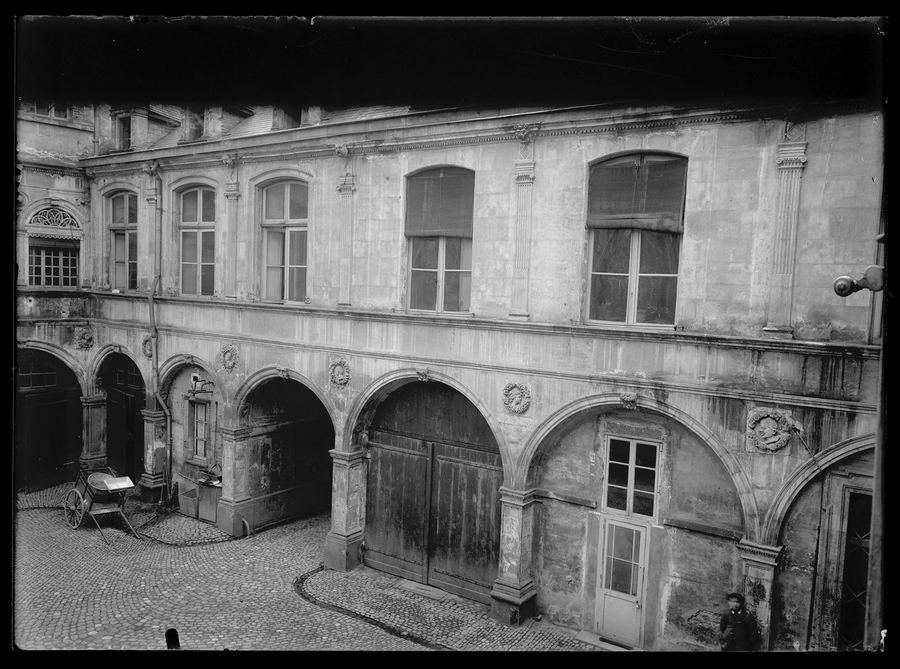
L'hôtel de Pins avant sa démolition
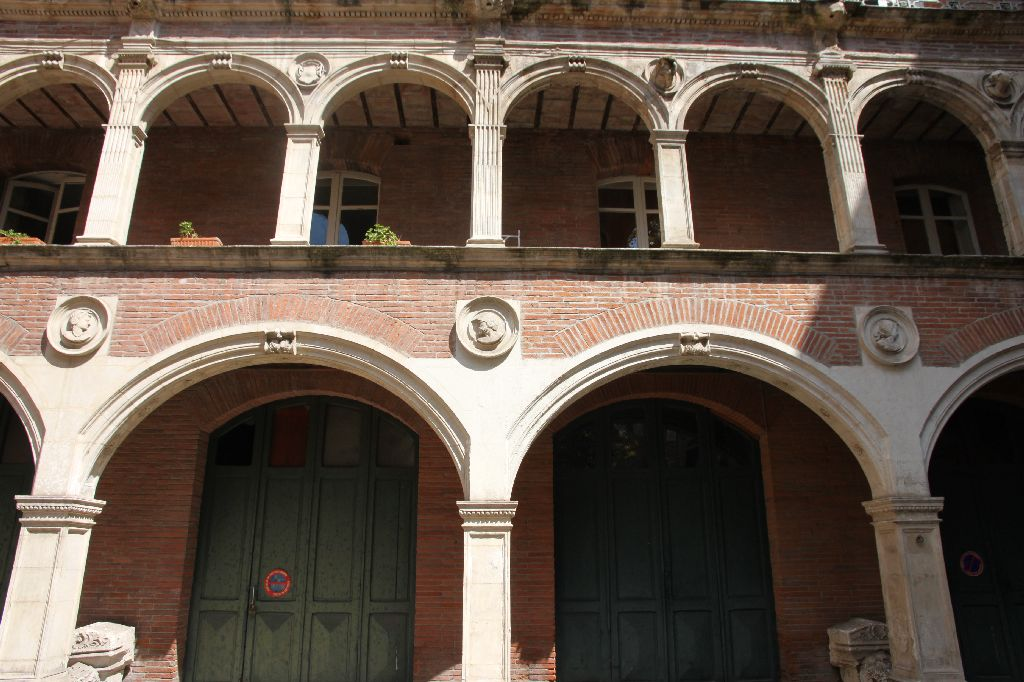
Les arcades Renaissance superposées
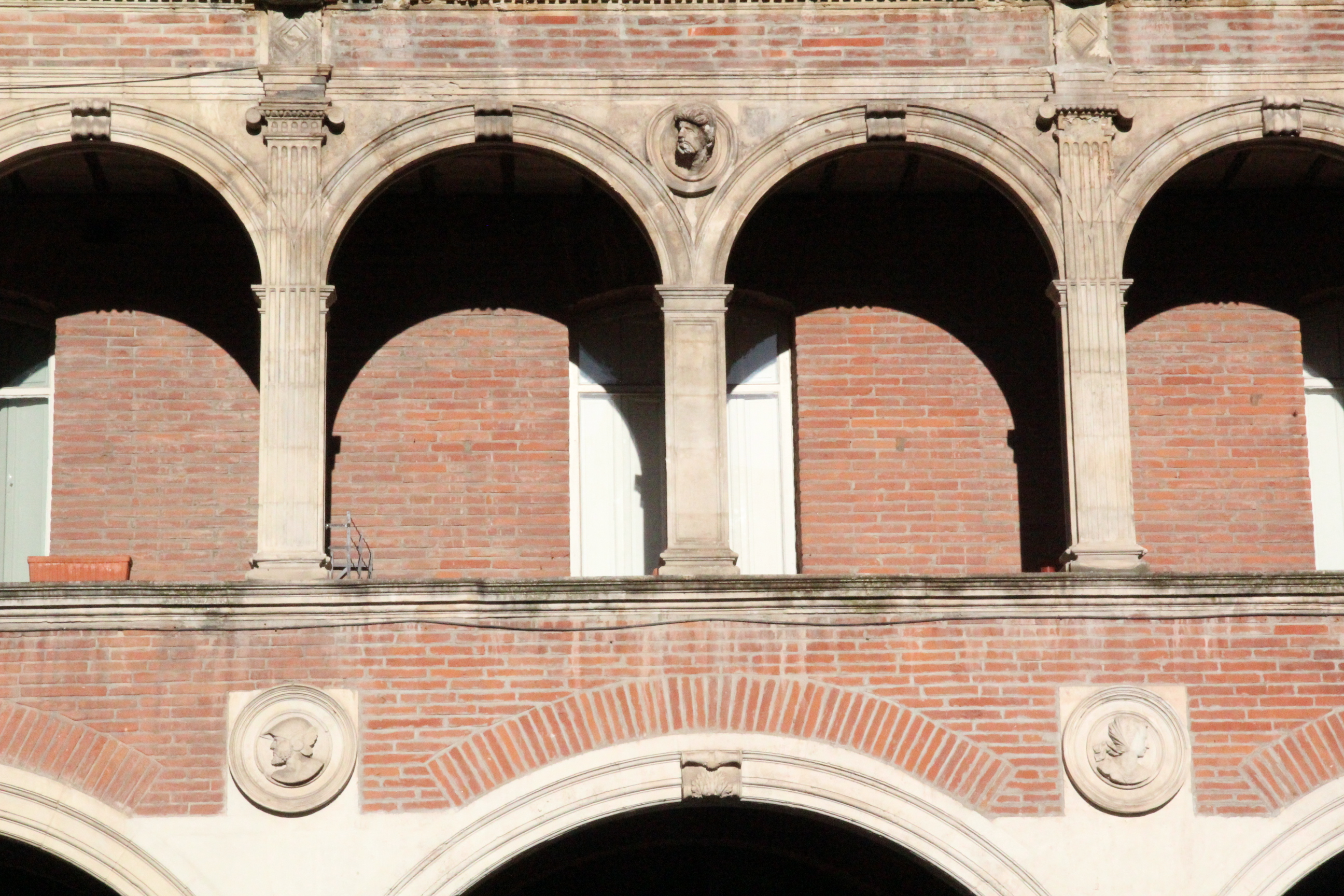
Arcades, médaillons et chapiteaux
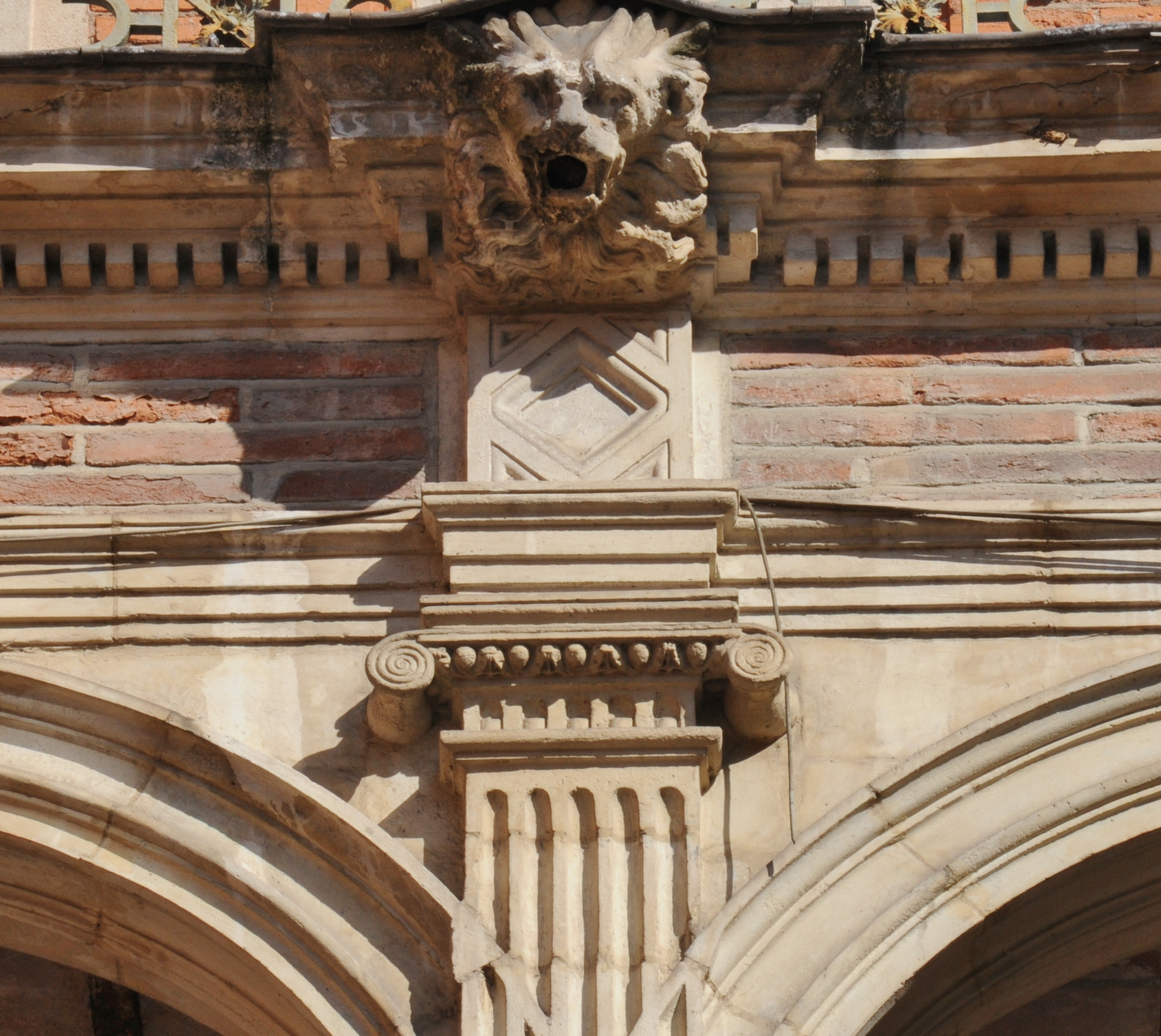
Chapiteau ionique
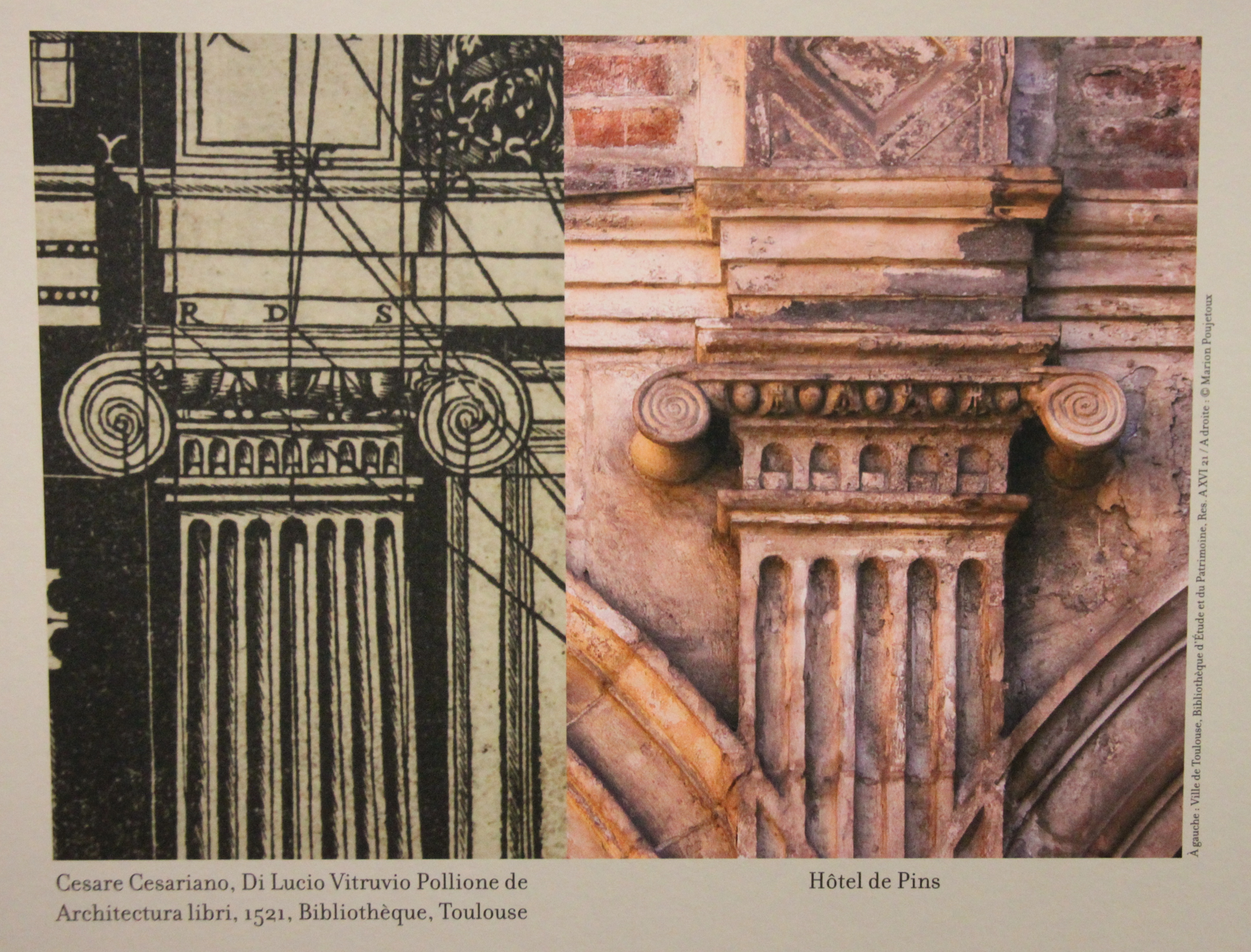
Chapiteau ionique et source
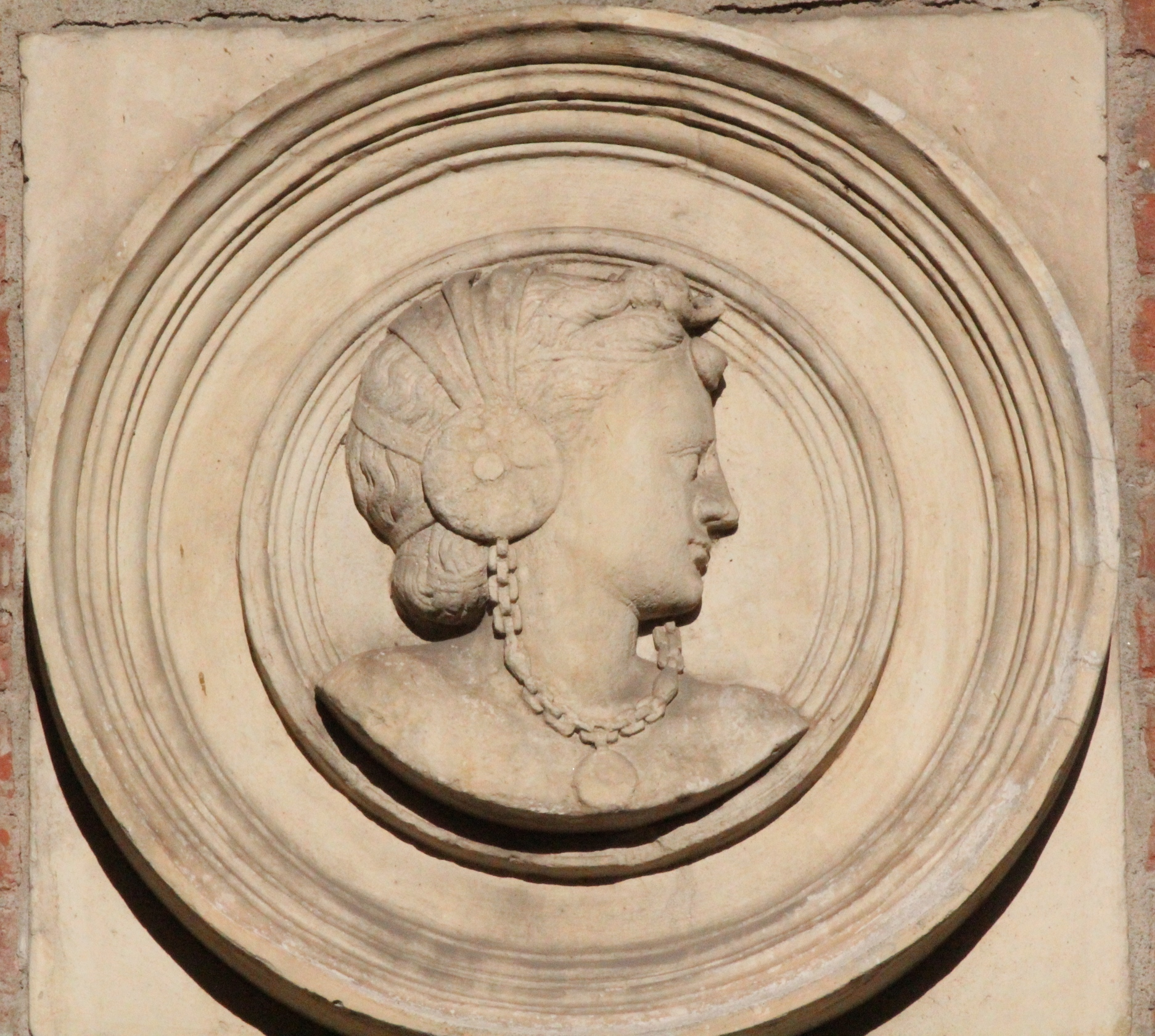
Médaillon
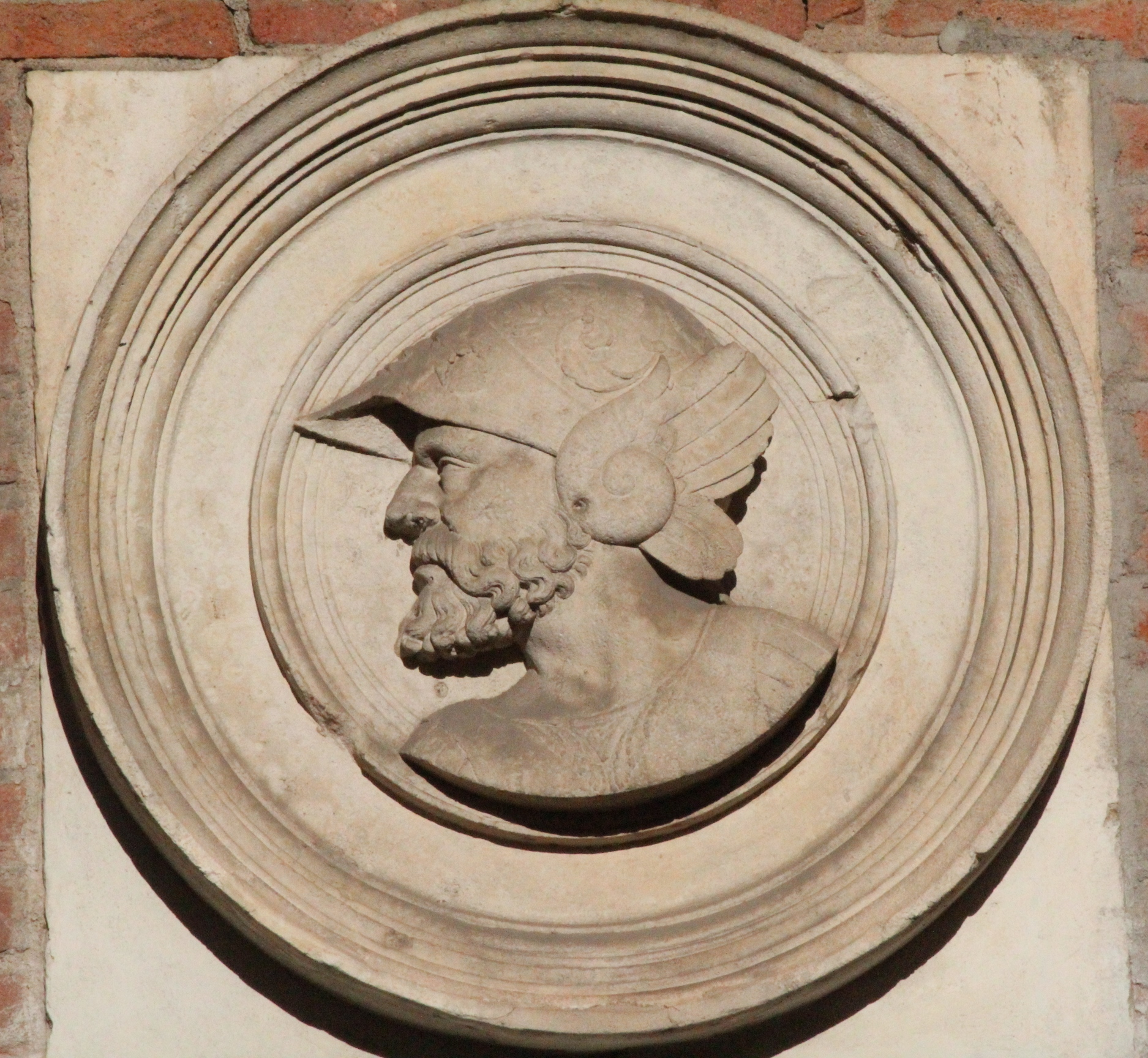
Médaillon
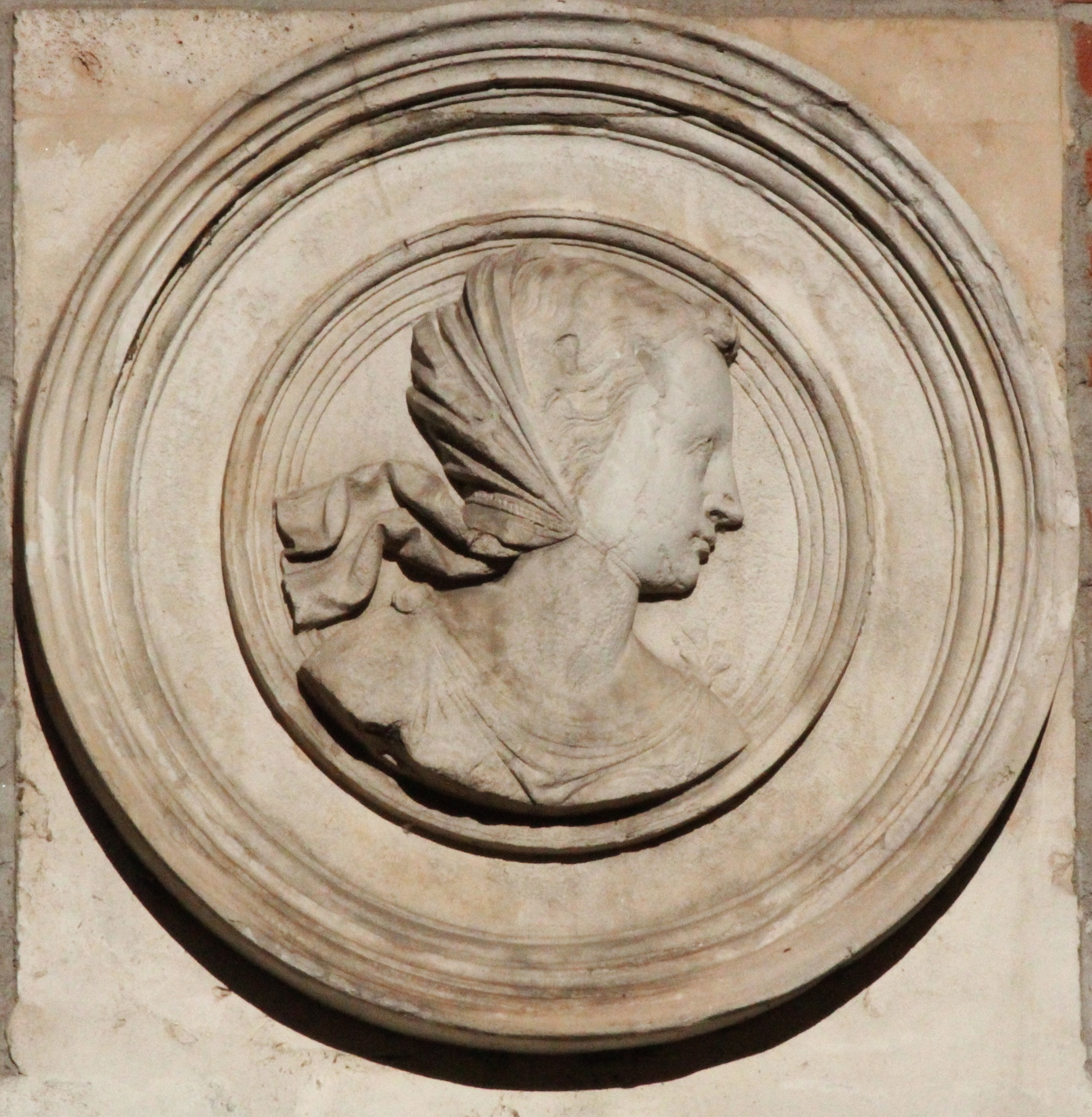
Médaillon
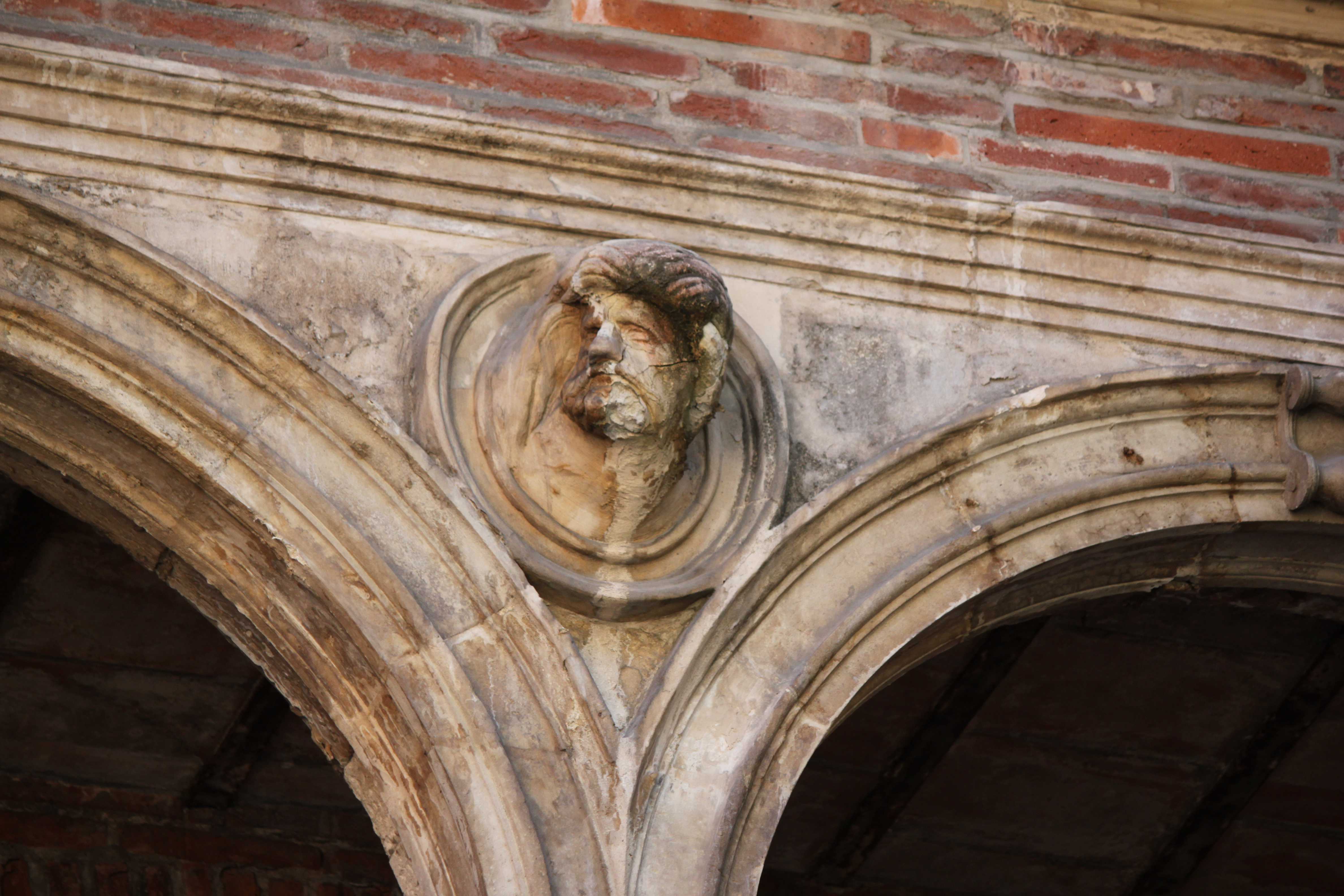
Médaillon
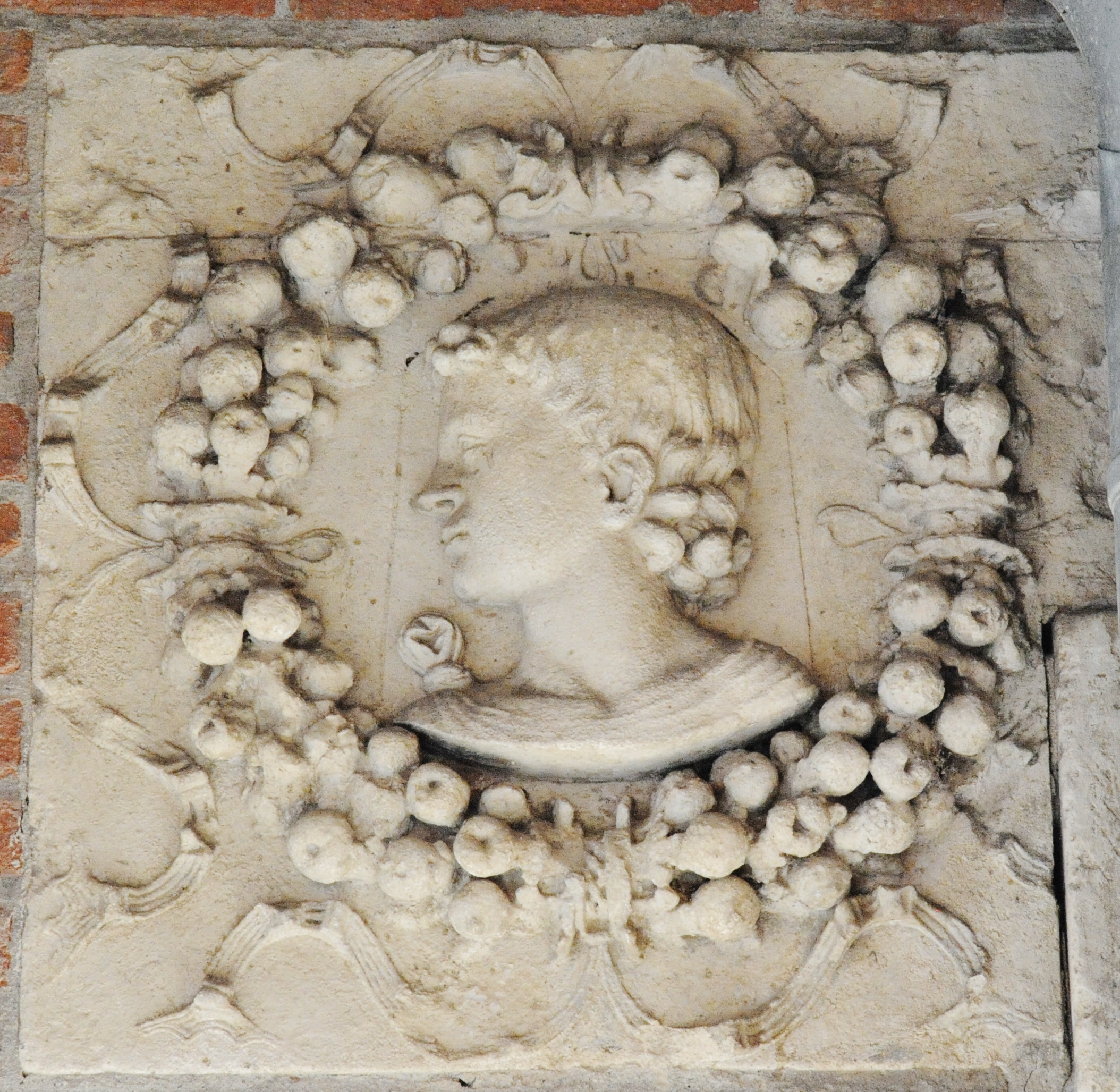
Médaillon (Nicolas Bachelier ?)
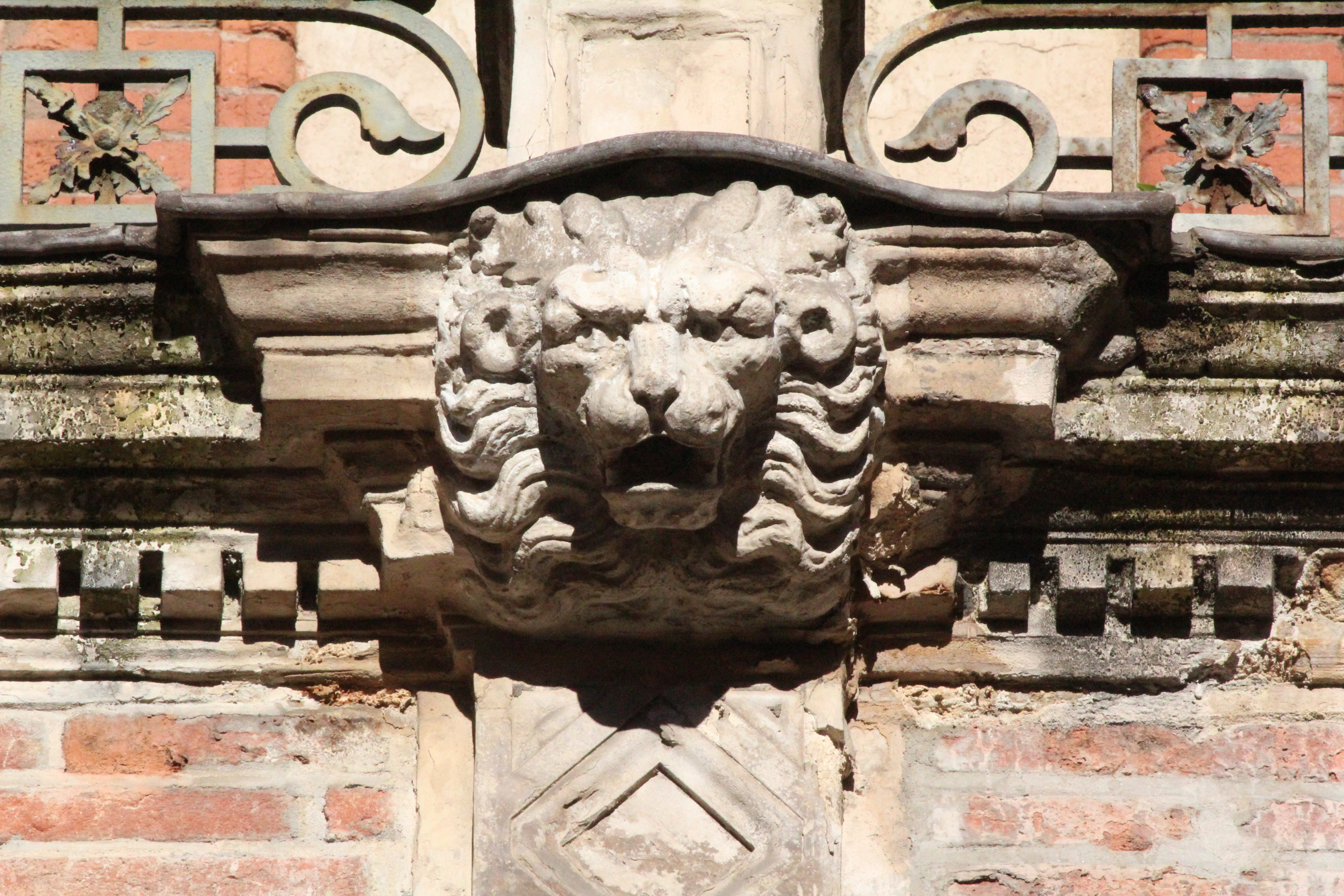
Mufle de lion/gargouille
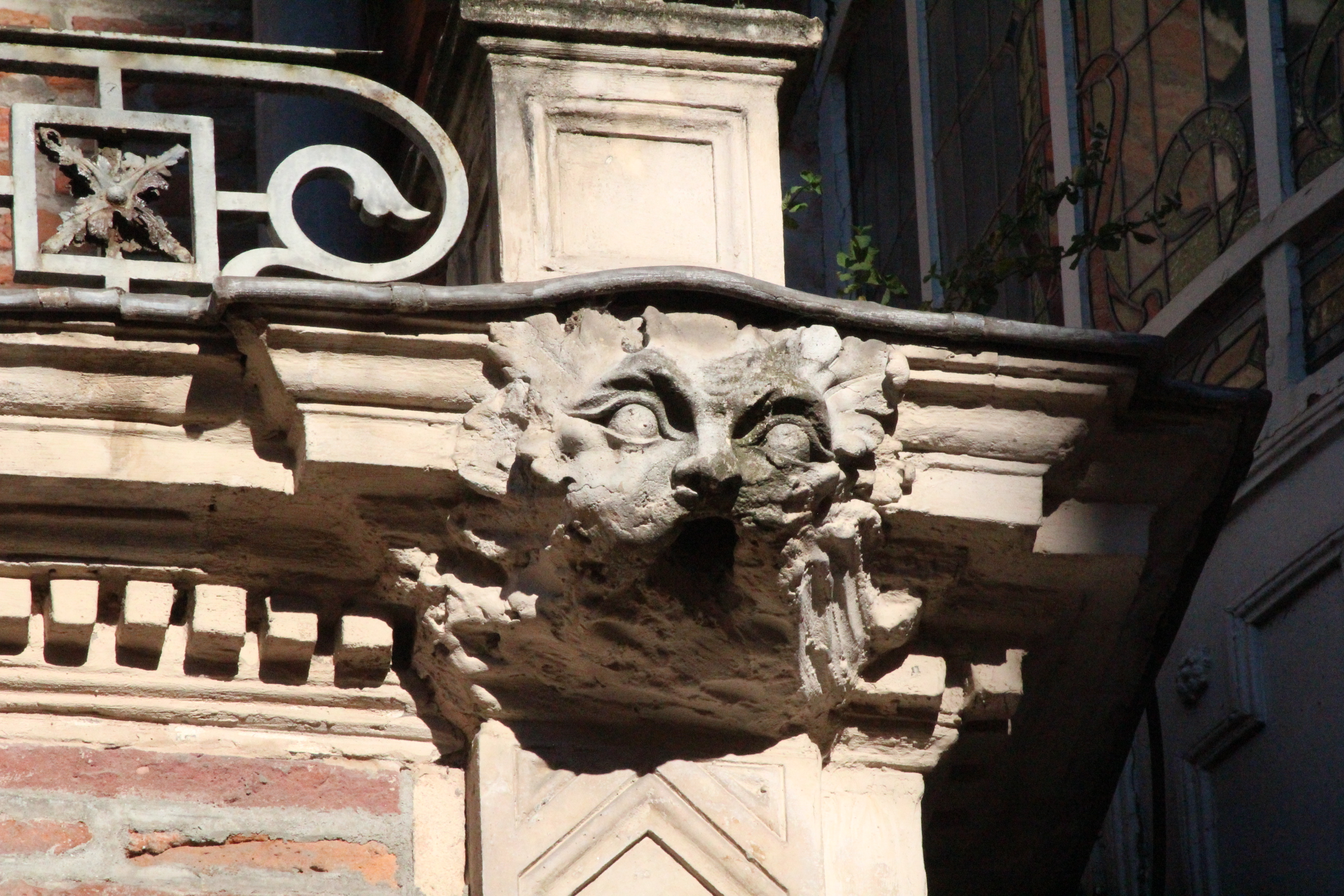
Mufle de lion/gargouille
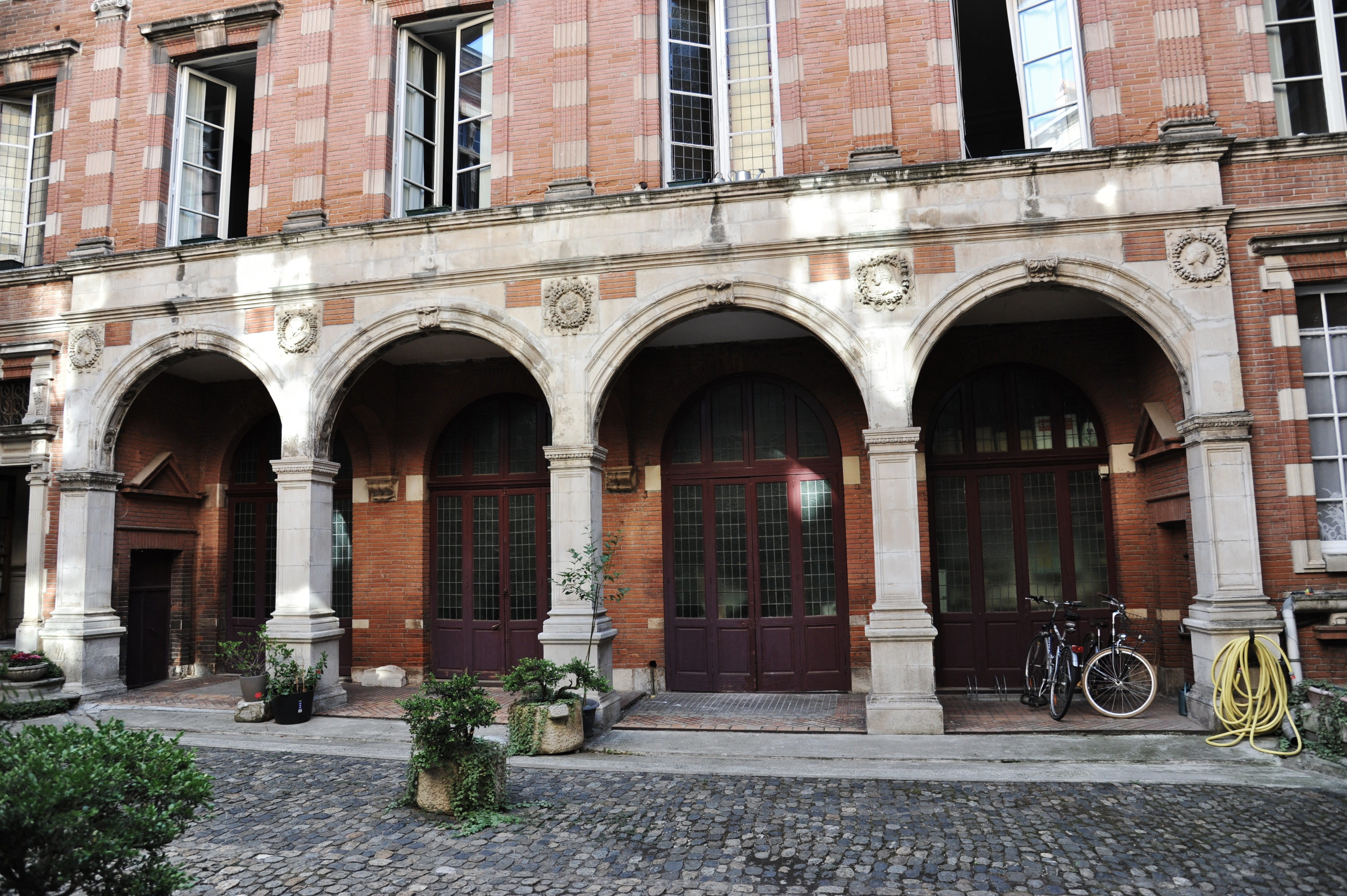
À l'hôtel Thomas de Montval : arcades et médaillons Renaissance
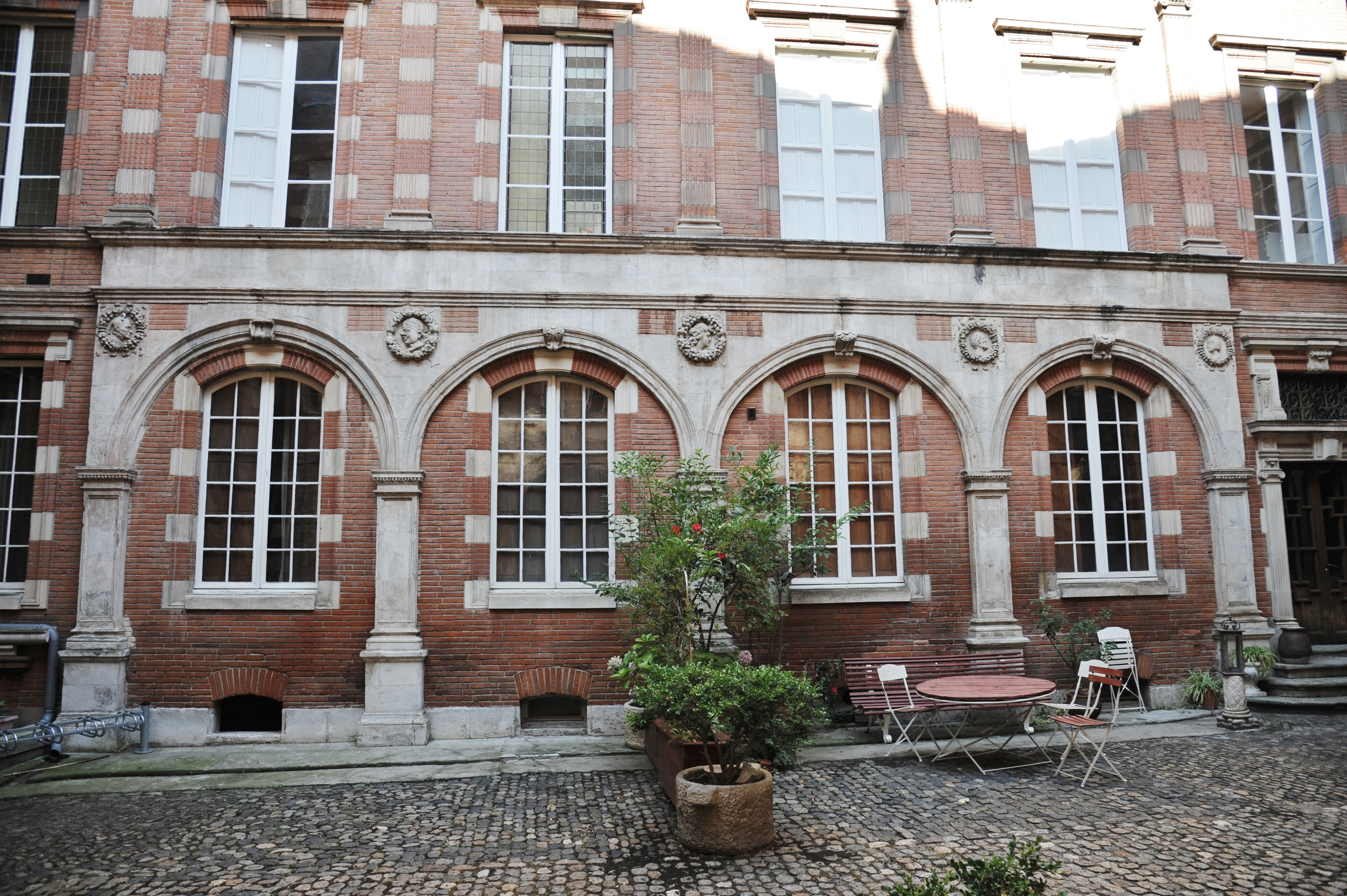
À l'hôtel Thomas de Montval : arcades et médaillons Renaissance
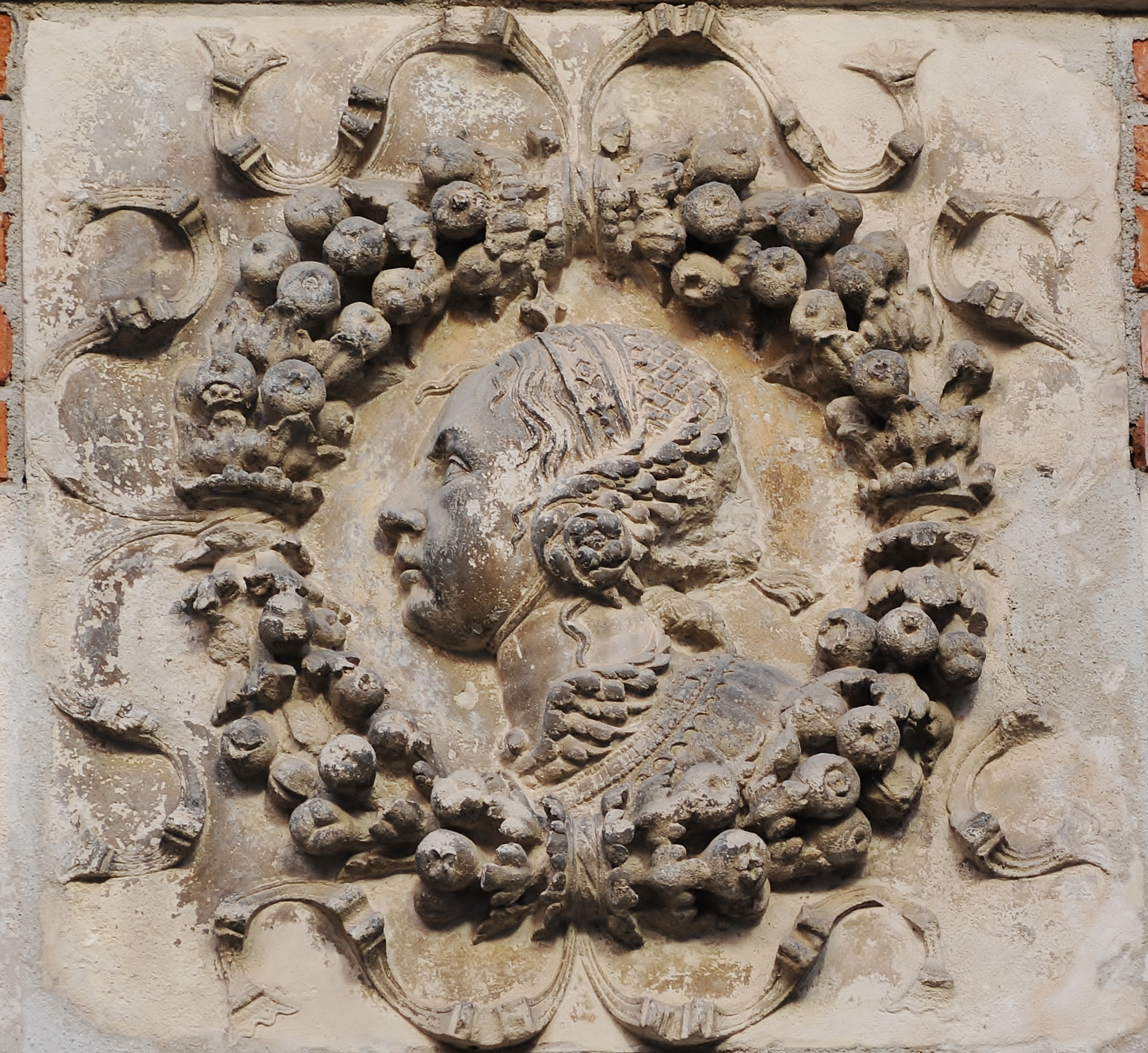
Médaillon Renaissance (hôtel Thomas de Montval - Nicolas Bachelier)
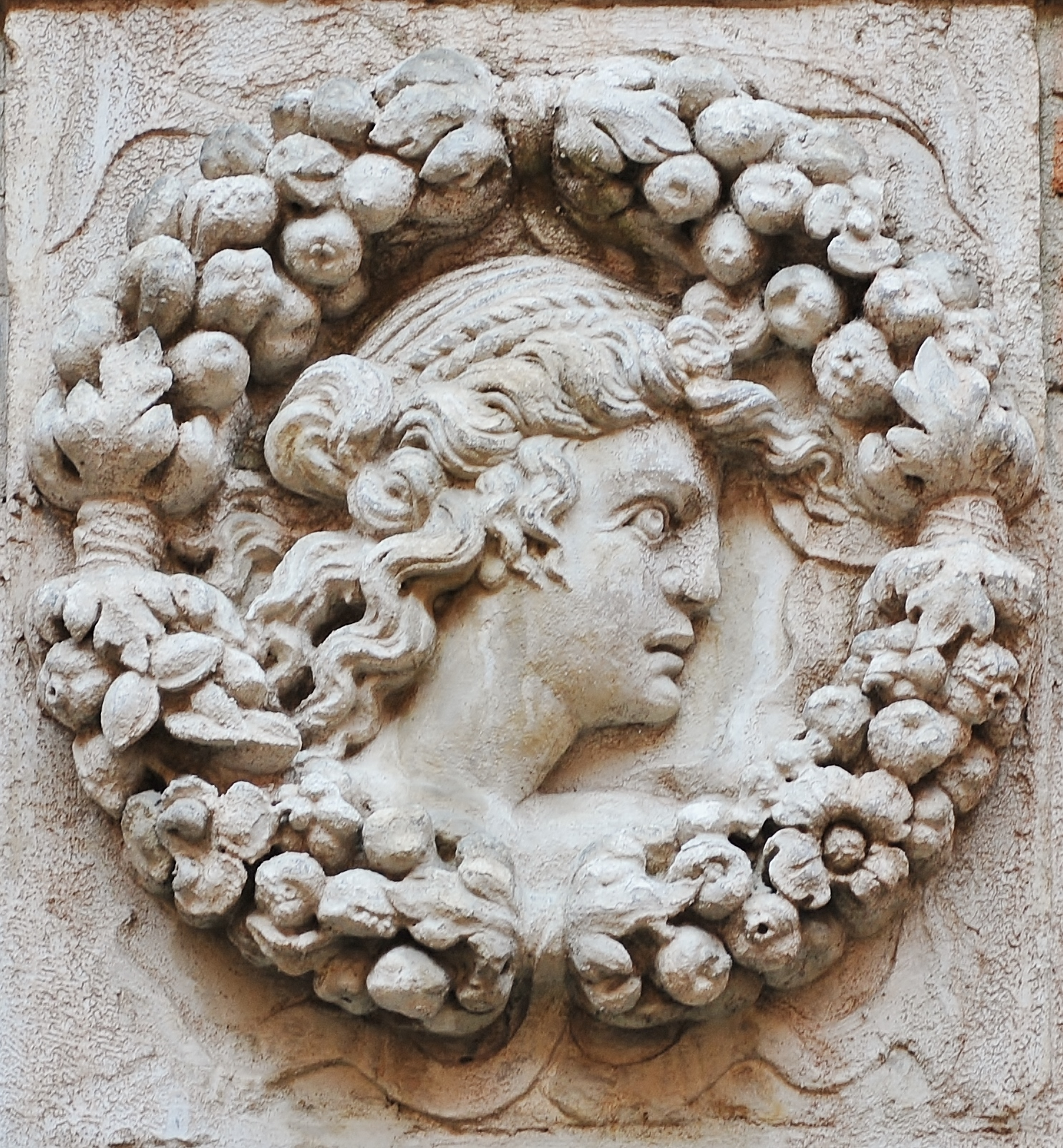
Médaillon Renaissance (hôtel Thomas de Montval - Nicolas Bachelier)
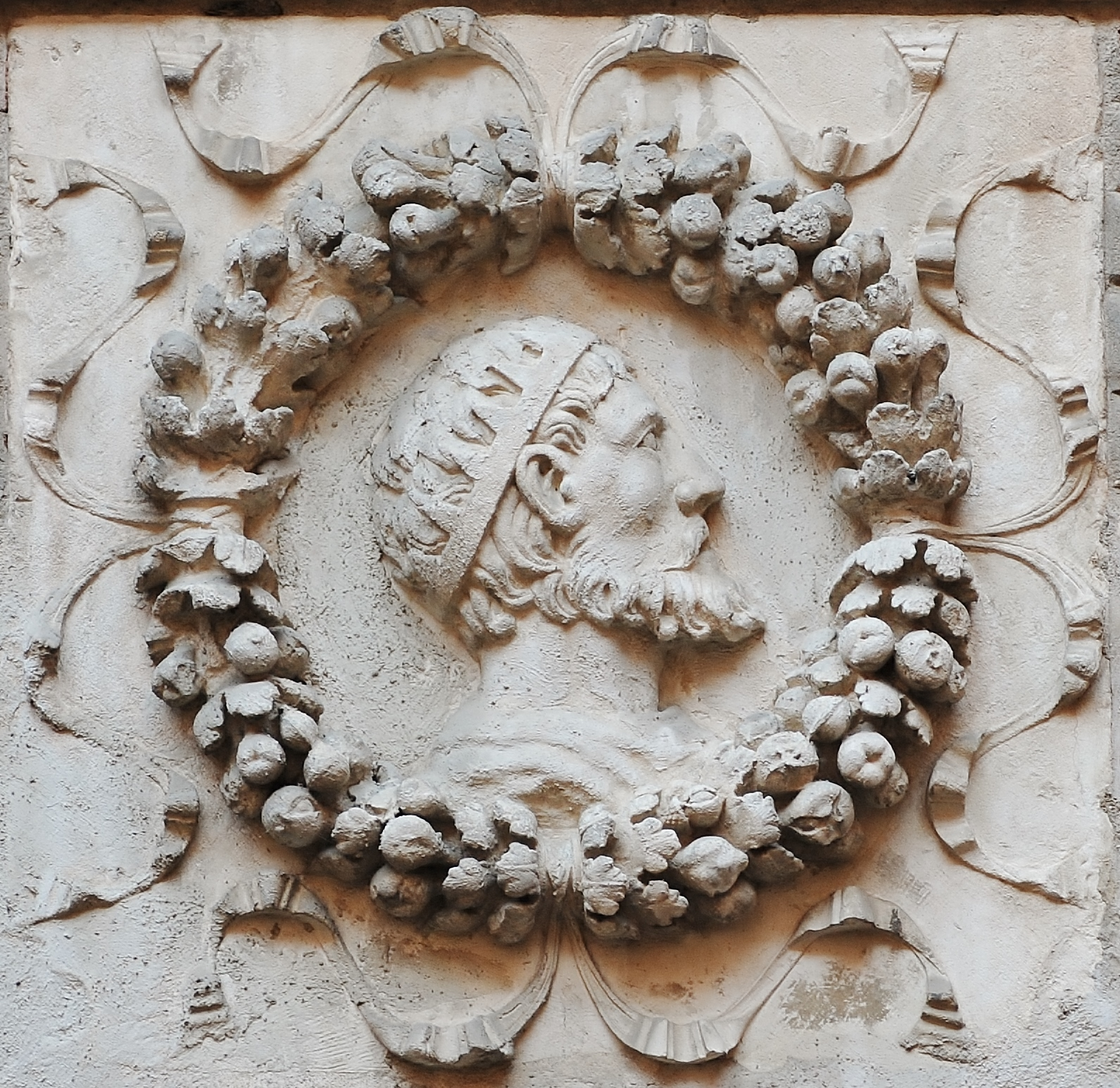
Médaillon Renaissance (hôtel Thomas de Montval - Nicolas Bachelier)
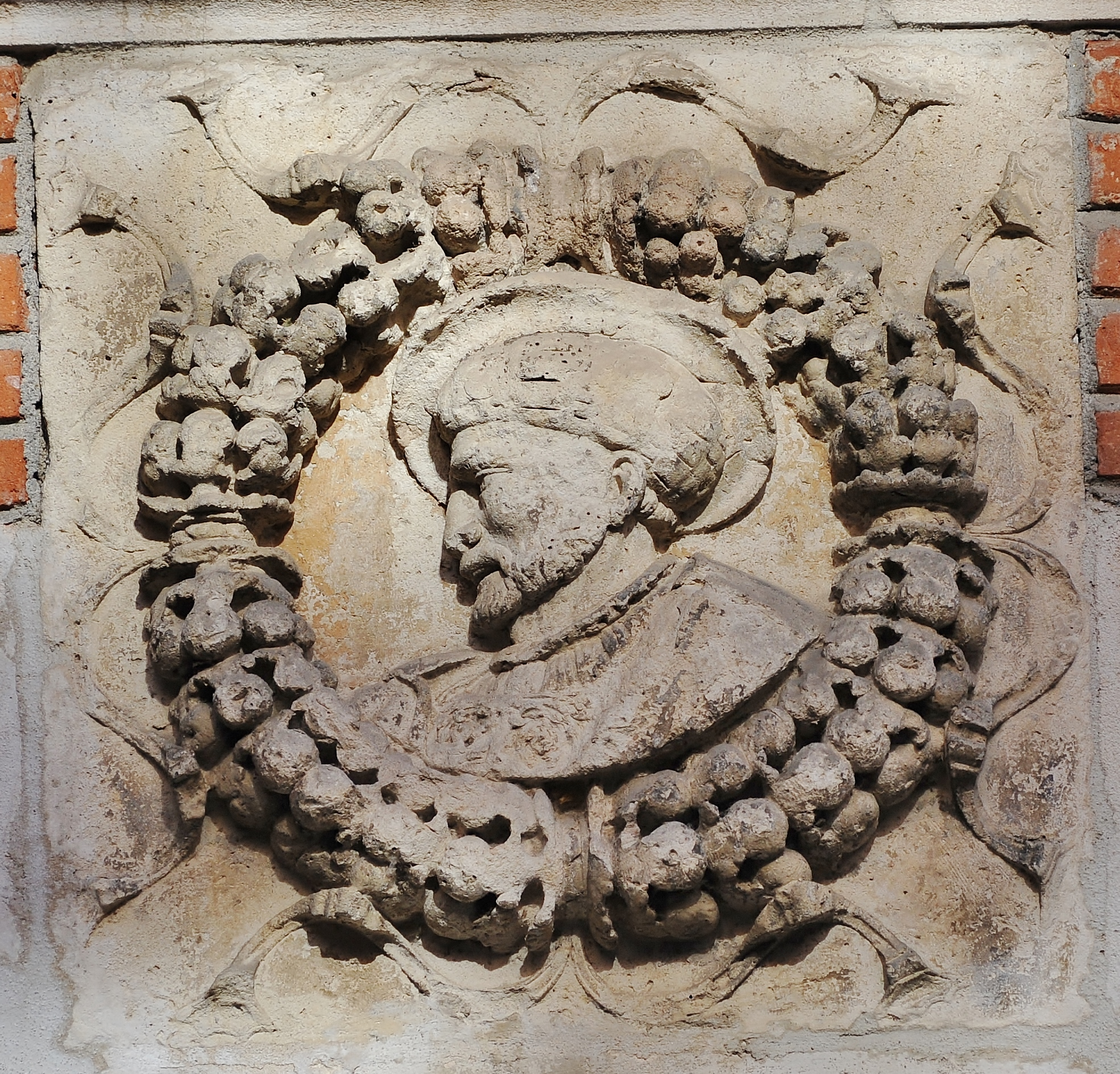
Médaillon Renaissance (hôtel Thomas de Montval - Nicolas Bachelier)
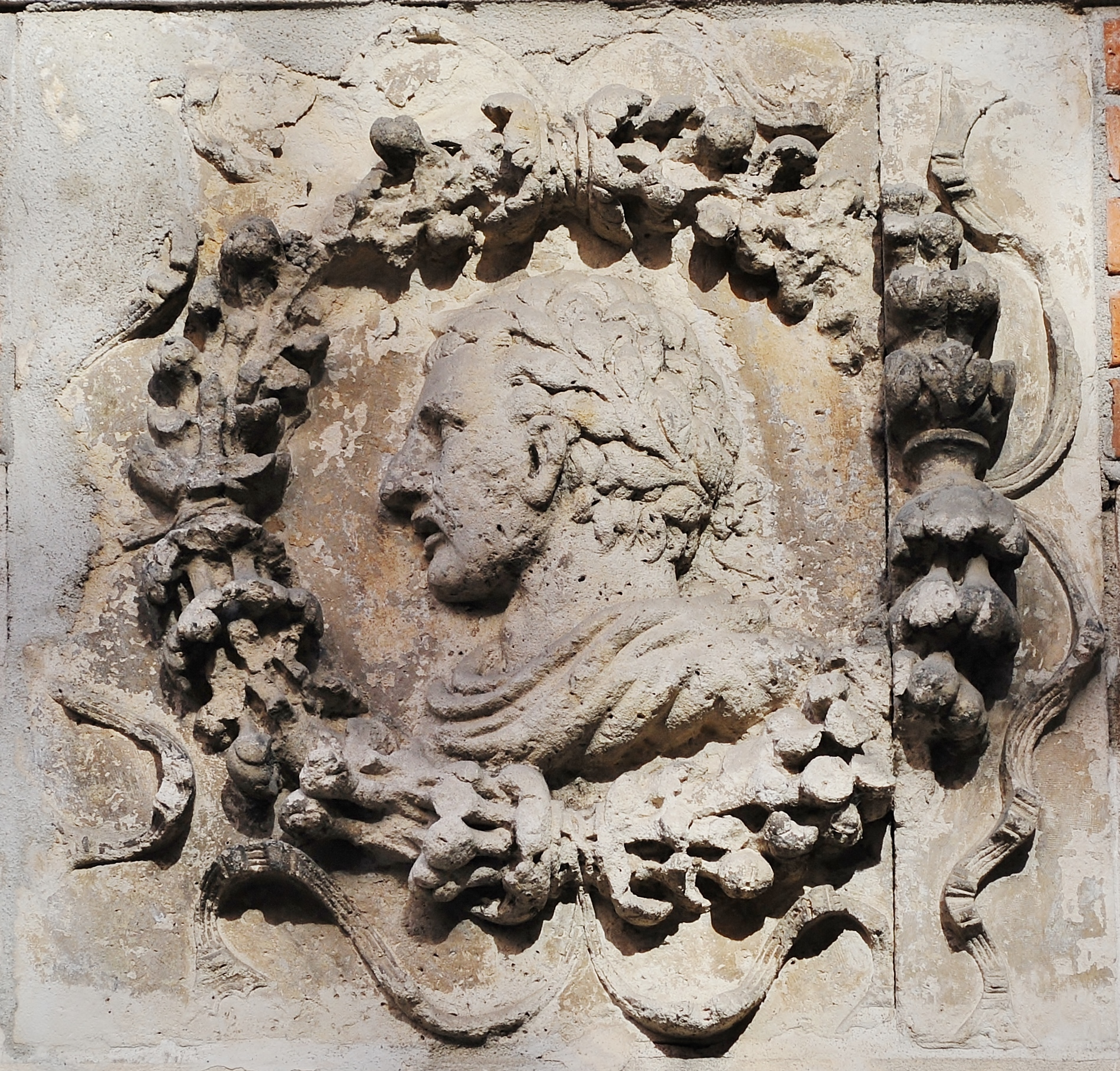
Médaillon Renaissance (hôtel Thomas de Montval - Nicolas Bachelier)
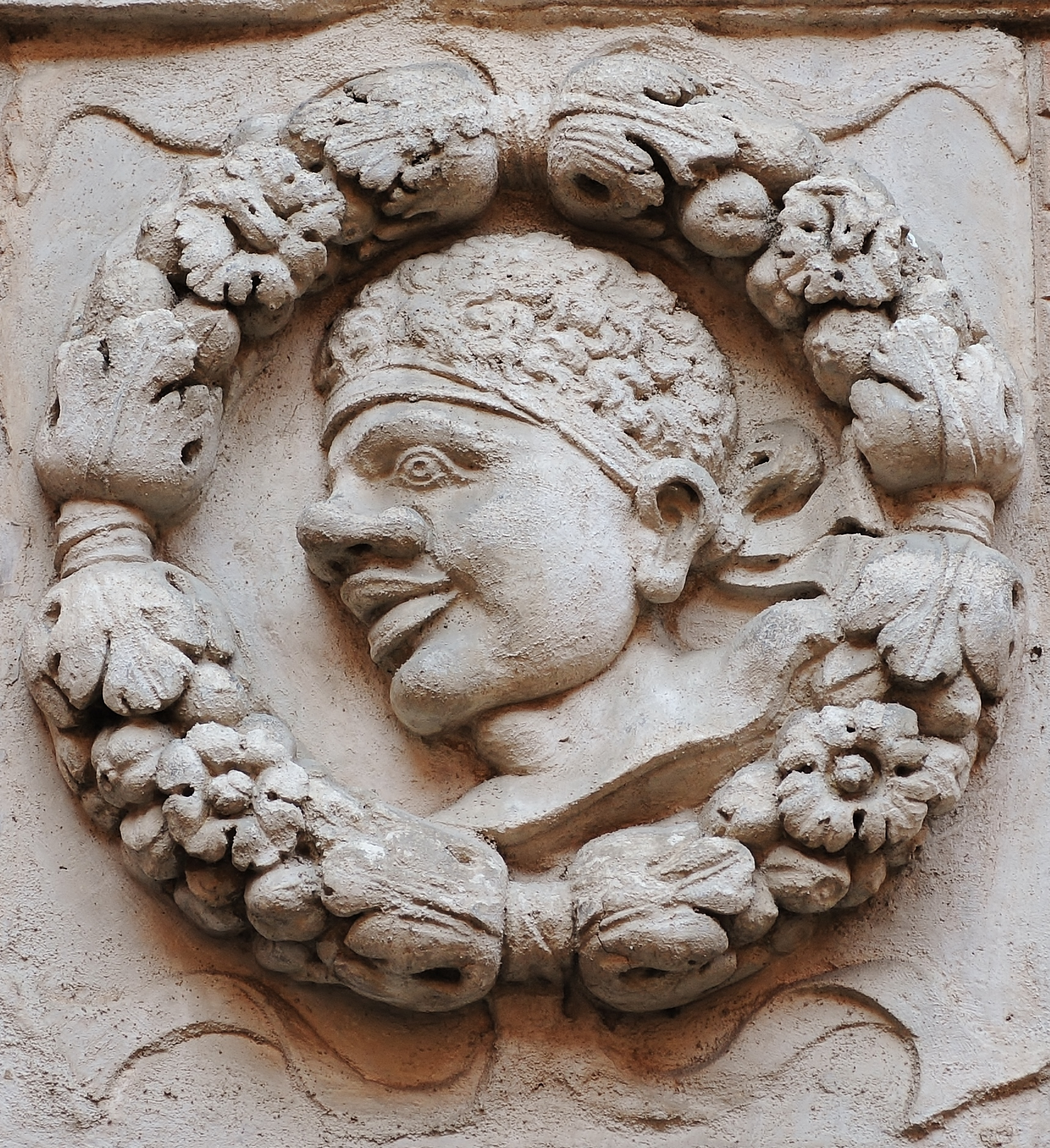
Médaillon Renaissance (hôtel Thomas de Montval - Nicolas Bachelier)
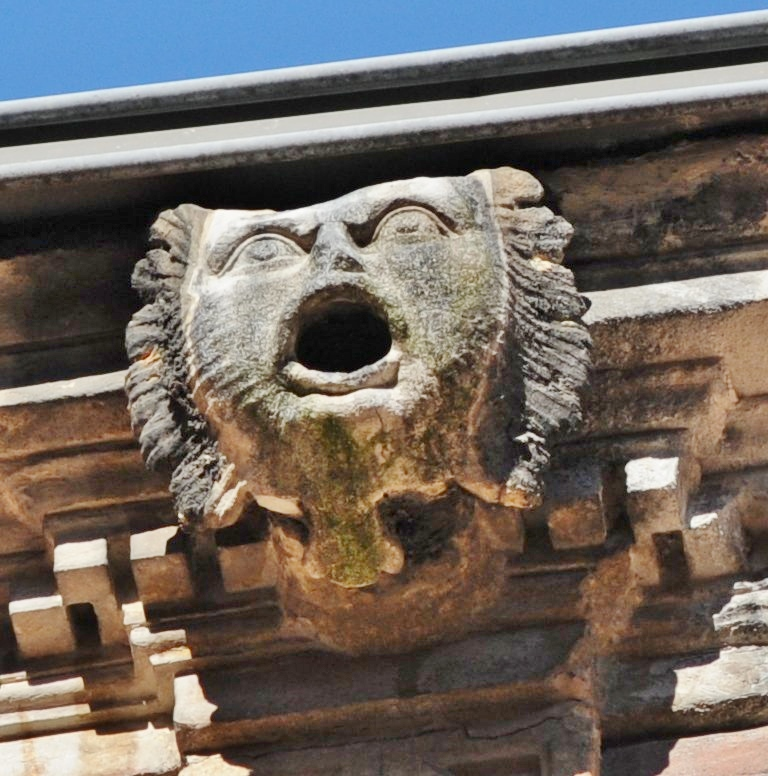
Mufle de lion / gargouille (hôtel Thomas de Montval)
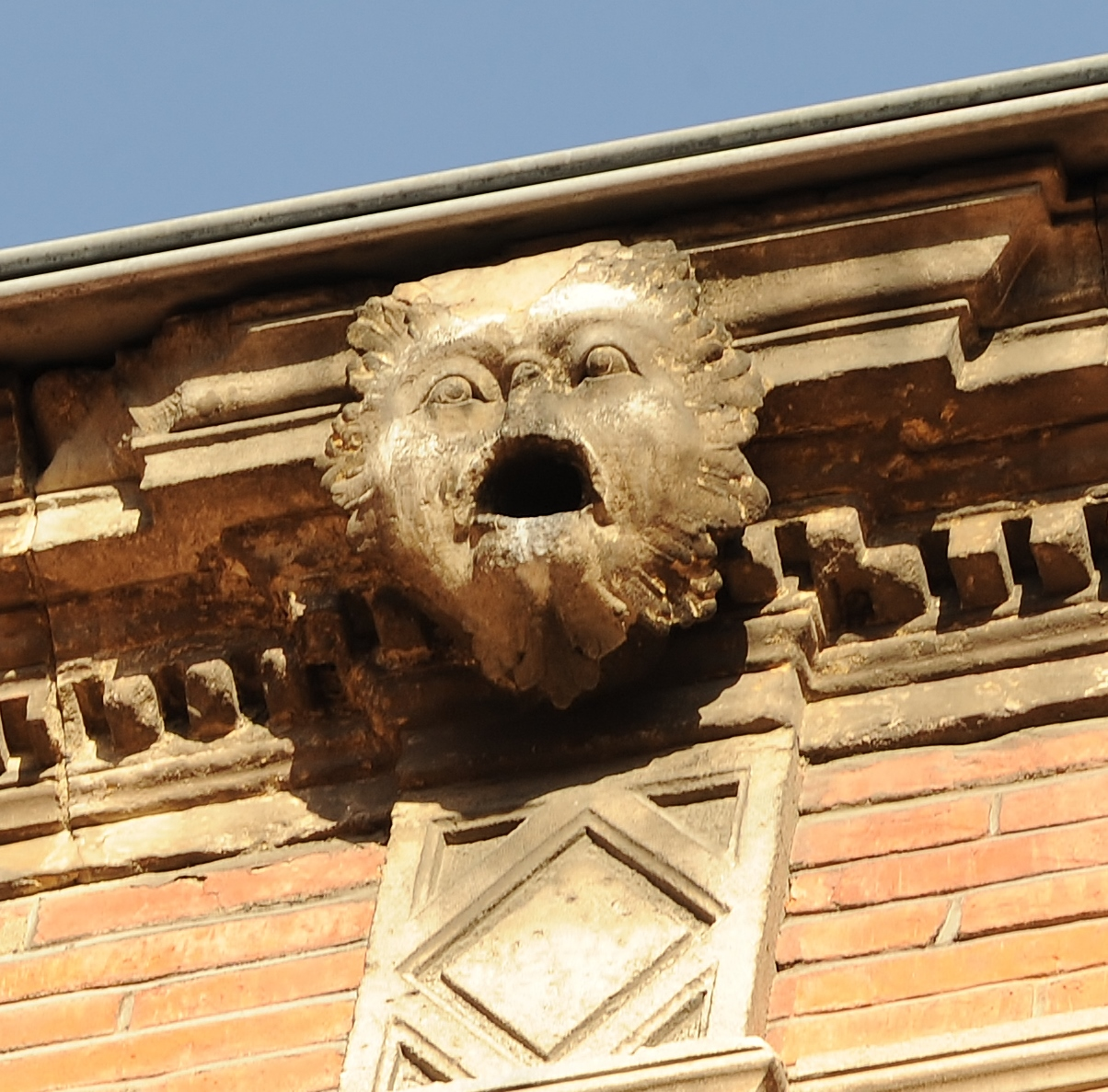
Mufle de lion / gargouille (hôtel Thomas de Montval)
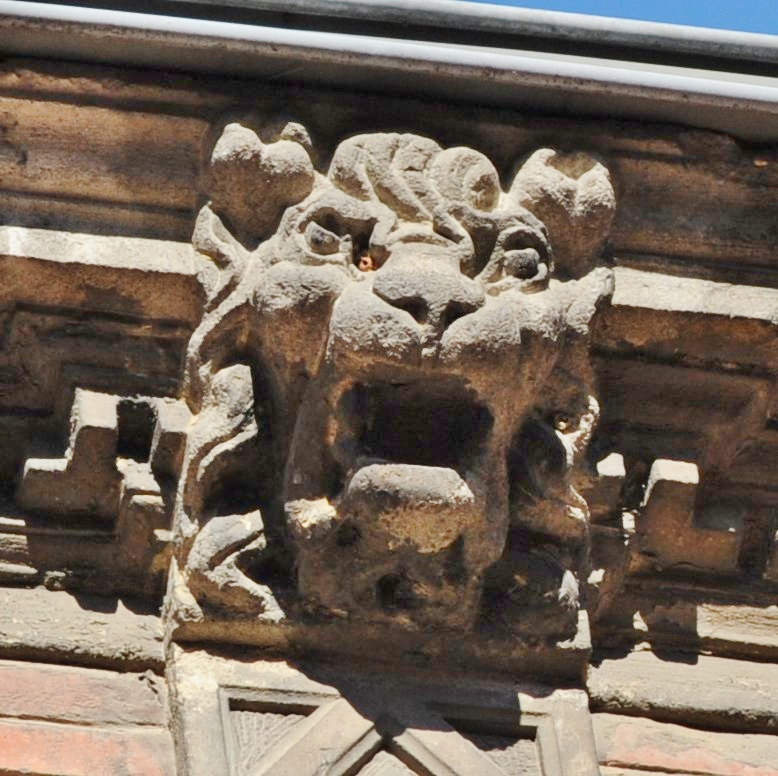
Mufle de lion / gargouille (hôtel Thomas de Montval)
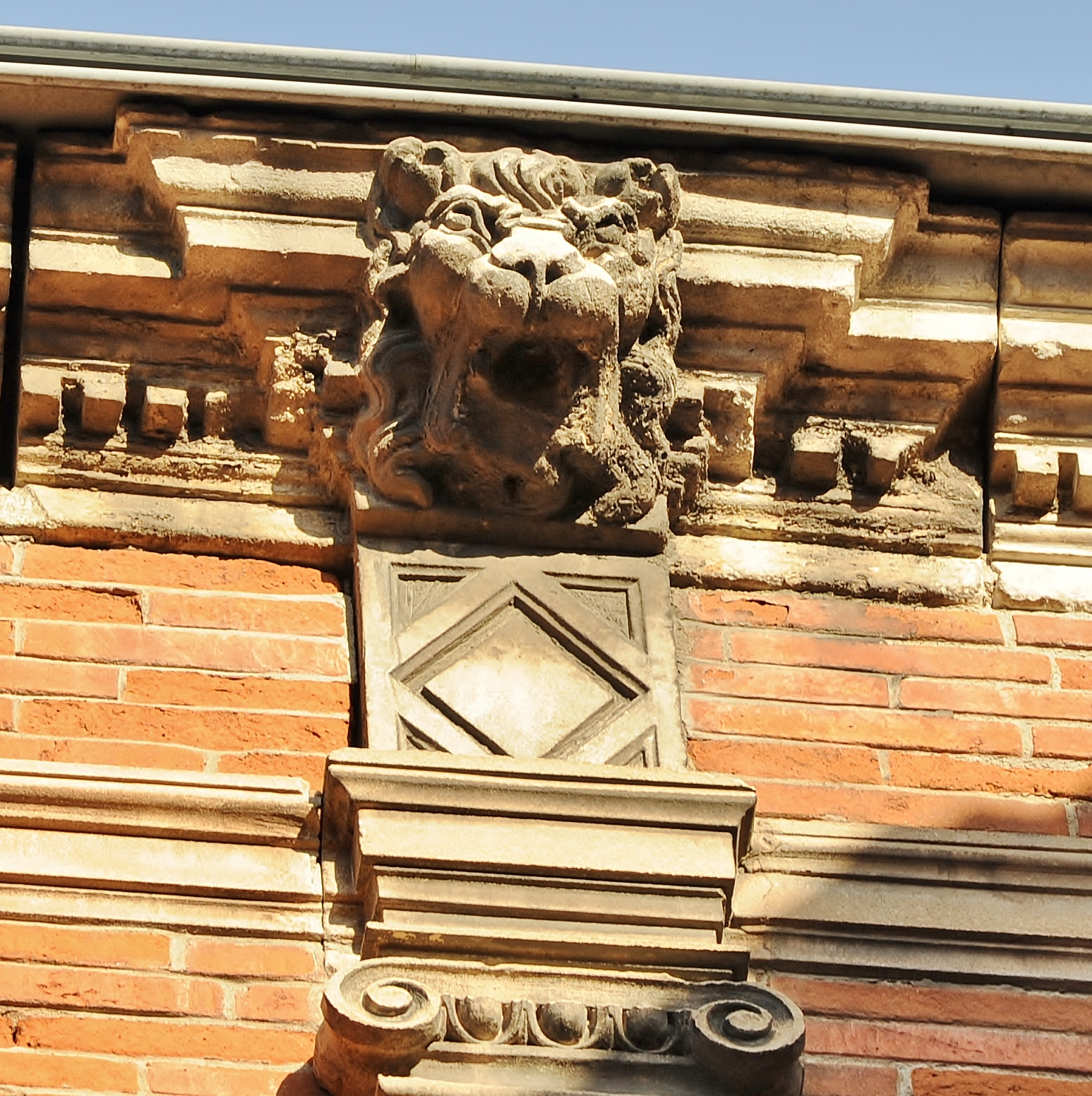
Mufle de lion / gargouille (hôtel Thomas de Montval)
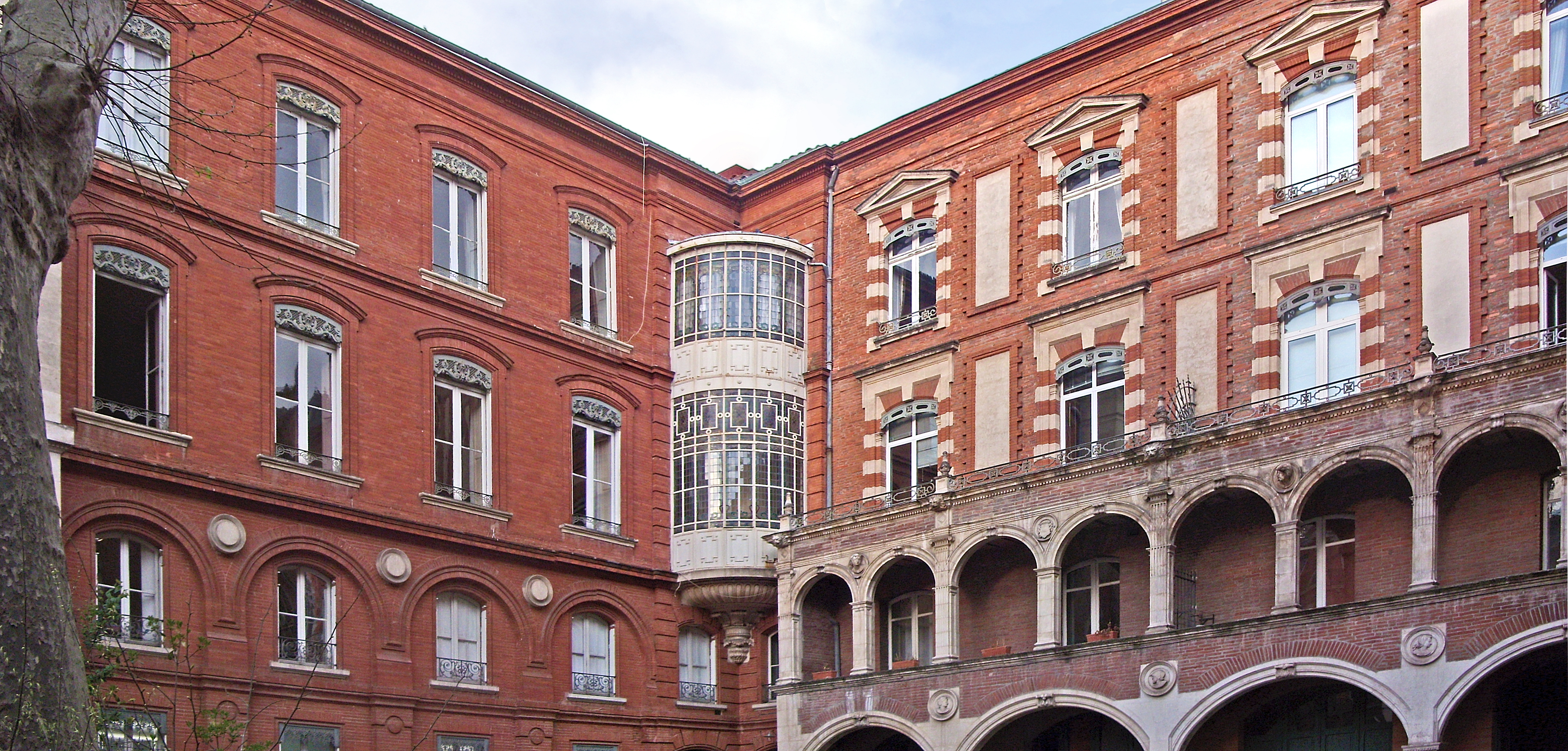
Hôtel Antonin : façades sur cour
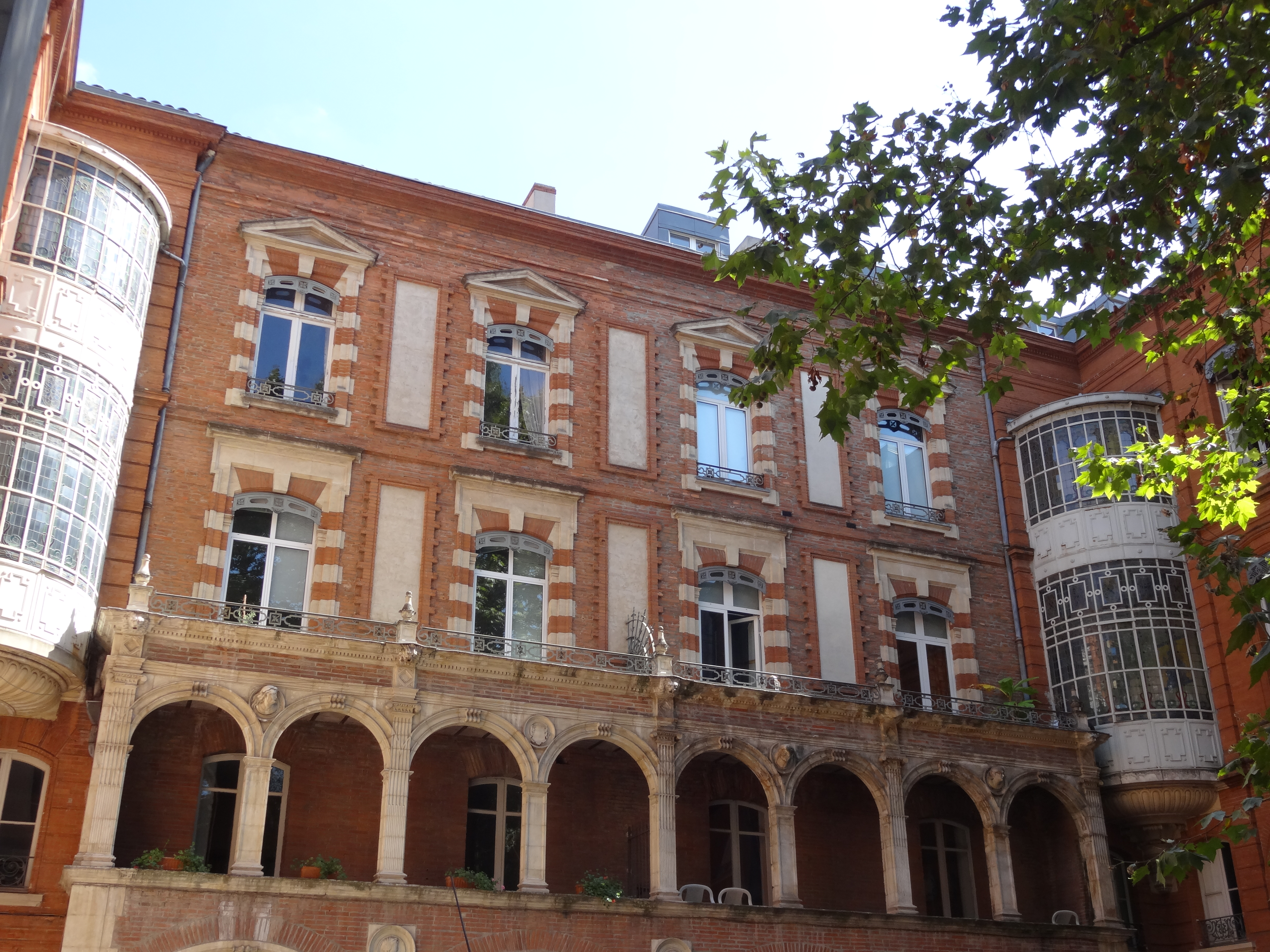
Hôtel Antonin : élévation au-dessus des galeries Renaissance
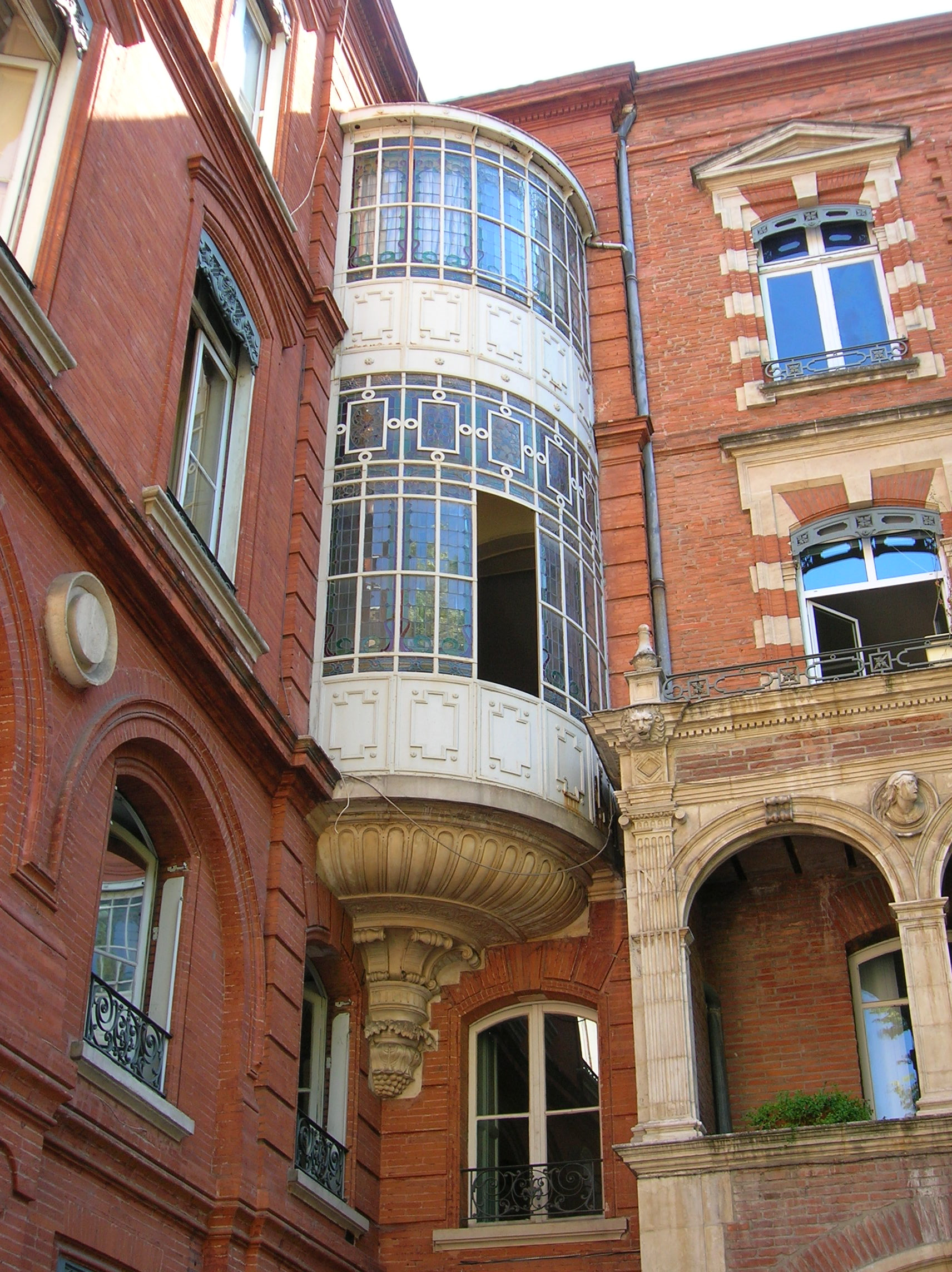
Hôtel Antonin : oriel dans l'angle
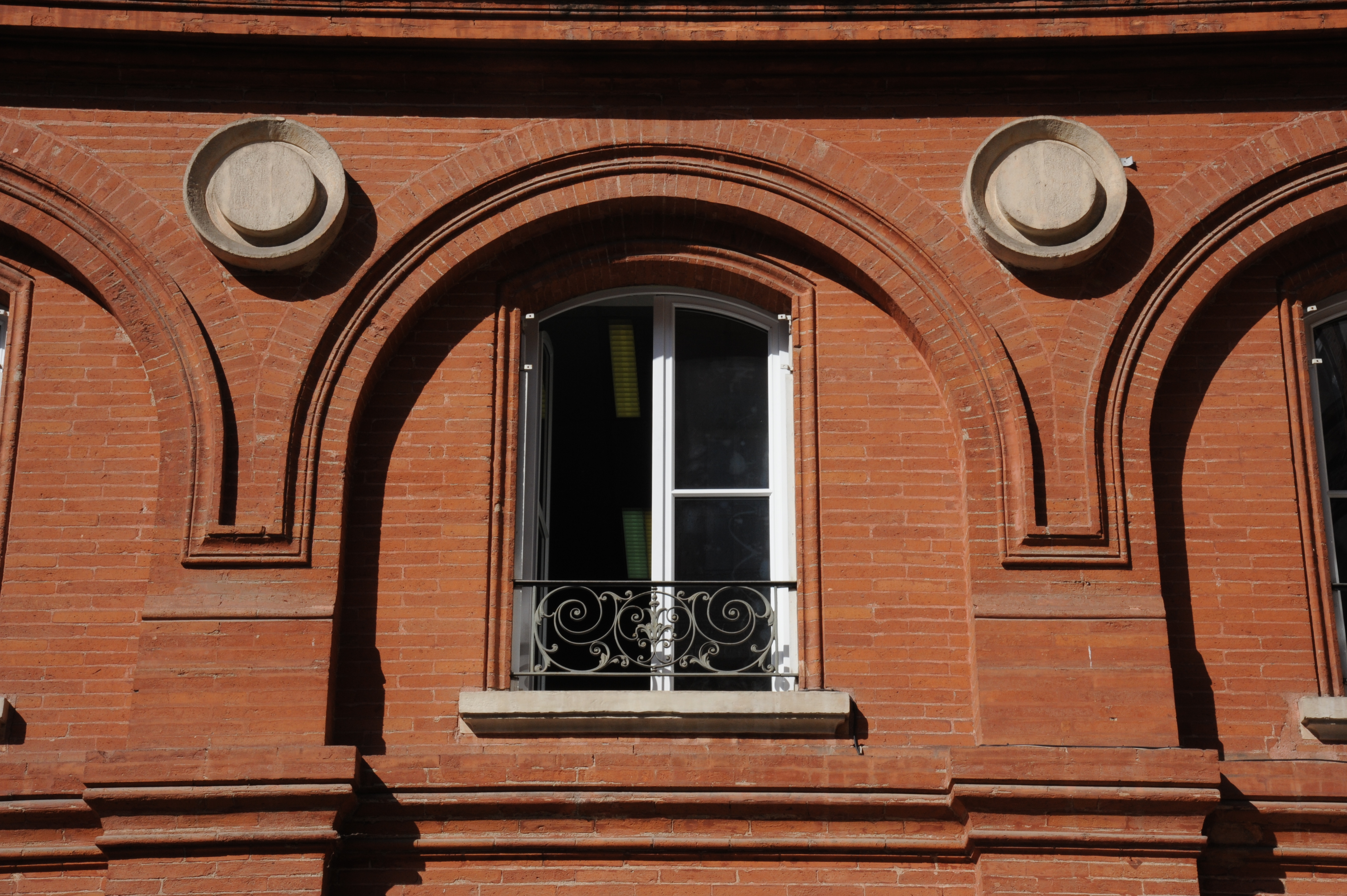
Hôtel Antonin : arcades et médaillons stylisés rappelant ceux de l'hôtel de Pins